# Macrotus
Macrotus és un gènere de ratpenats de la família dels fil·lostòmids, format per dues espècies que viuen a l'oest dels Estats Units i Centreamèrica.

## Taxonomia
- Ratpenat orellut californià (Macrotus californicus)
- Ratpenat orellut de Waterhouse (Macrotus waterhousii)